# Liga Nacional de Futsal
La Liga Nacional de Futsal è la massima competizione brasiliana di calcio a 5 organizzata dalla CBFS.

## Storia
Il primo storico campionato ebbe inizio il 27 aprile 1996 e fu vinto dalla selezione di calcio a 5 dell'Internacional. La Liga è stata dominata principalmente da tre squadre: l'Ulbra all'inizio e Carlos Barbosa e Jaraguá nei primi anni 2000. Nell'ultimo decennio il vincitore è cambiato continuamente.

## Struttura
Durante gli anni il numero di squadre partecipanti e il formato sono sempre variati. Si è passati da 10 fino a un massimo di 21 squadre e da un campionato a girone unico all'introduzione dei play-off decisivi per l'assegnazione del titolo.

## Albo d'oro
| Stagione | Vincitore        | Secondo posto    |
| -------- | ---------------- | ---------------- |
| 1996     | Internacional    | Vasco da Gama    |
| 1997     | Atlético Mineiro | Banespa          |
| 1998     | Ulbra            | Carlos Barbosa   |
| 1999     | Atlético Mineiro | Miécimo          |
| 2000     | Vasco da Gama    | Atlético Mineiro |
| 2001     | Carlos Barbosa   | Ulbra            |
| 2002     | Ulbra            | Minas            |
| 2003     | Ulbra            | Carlos Barbosa   |
| 2004     | Carlos Barbosa   | Ulbra            |
| 2005     | Jaraguá          | Atlântico        |
| 2006     | Carlos Barbosa   | Jaraguá          |
| 2007     | Jaraguá          | Joinville        |
| 2008     | Jaraguá          | Ulbra            |
| 2009     | Carlos Barbosa   | Jaraguá          |
| 2010     | Jaraguá          | Copagril         |
| 2011     | Santos           | Carlos Barbosa   |
| 2012     | Intelli          | Joinville        |
| 2013     | Intelli          | Concórdia        |
| 2014     | BF Brasil Kirin  | Intelli          |
| 2015     | Carlos Barbosa   | Intelli          |
| 2016     | Corinthians      | BF Magnus        |
| 2017     | Joinville        | Assoeva          |
| 2018     | Pato             | Atlântico        |
| 2019     | Pato             | BF Magnus        |
| 2020     | BF Magnus        | Corinthians      |
| 2021     | Cascavel         | BF Magnus        |
| 2022     |                  |                  |

## Vittorie per club
| Titoli | Squadra          | Anni                         |
| ------ | ---------------- | ---------------------------- |
| 5      | Carlos Barbosa   | 2001, 2004, 2006, 2009, 2015 |
| 4      | Jaraguá          | 2005, 2007, 2008, 2010       |
| 3      | Ulbra            | 1998, 2002, 2003             |
| 2      | Atlético Mineiro | 1997, 1999                   |
| 2      | Intelli          | 2012, 2013                   |
| 2      | BF Magnus        | 2014, 2020                   |
| 2      | Pato             | 2018, 2019                   |
| 1      | Internacional    | 1996                         |
| 1      | Vasco da Gama    | 2000                         |
| 1      | Santos           | 2011                         |
| 1      | Corinthians      | 2016                         |
| 1      | Joinville        | 2017                         |
| 1      | Cascavel         | 2021                         |

## Capocannonieri
| Anno | Nome            | Squadra        | Gol |
| ---- | --------------- | -------------- | --- |
| 1996 | Ortiz           | Internacional  | 25  |
| 1997 | Vander Carioca  | Atlético-MG    | 36  |
| 1997 | Lenísio         | Ulbra          | 36  |
| 1998 | Índio           | Ulbra          | 25  |
| 1999 | Manoel Tobias   | Atlético-MG    | 52  |
| 2000 | Lenísio         | Atlético-MG    | 50  |
| 2001 | Lenísio         | Ulbra          | 25  |
| 2002 | Lenísio         | Ulbra          | 31  |
| 2003 | Pablo           | Carlos Barbosa | 25  |
| 2004 | Pablo           | Carlos Barbosa | 27  |
| 2005 | Falcão          | Jaraguá        | 25  |
| 2006 | Marinho         | Intelli        | 25  |
| 2007 | Willian         | Jaraguá        | 31  |
| 2008 | Falcão          | Jaraguá        | 32  |
| 2009 | Lenísio         | Jaraguá        | 32  |
| 2009 | Falcão          | Jaraguá        | 32  |
| 2010 | Falcão          | Jaraguá        | 39  |
| 2011 | Falcão          | Santos         | 32  |
| 2012 | Gustavo Rodrigo | Carlos Barbosa | 24  |
| 2013 | Vander Carioca  | Joinville      | 22  |
| 2014 | Falcão          | BF Magnus      | 19  |
| 2015 | Dieguinho       | Intelli        | 30  |
| 2016 | Deives          | Corinthians    | 20  |
| 2016 | Rodrigo         | BF Magnus      | 20  |
| 2017 | Well            | Intelli        | 15  |
| 2017 | Sinôe           | Marreco        | 15  |
| 2018 | Keké            | Atlântico      | 23  |
| 2019 | Rodrigo         | BF Magnus      | 18  |
| 2020 | Rodrigo         | BF Magnus      | 15  |
| 2021 | Roni            | Cascavel       | 21  |